# Болніський Сіон
Болніский Сіон (груз. ბოლნისის სიონი) — найдавніша грузинська церква у формі базиліки. Знаходиться в селі Болнісі Болніського муніципалітету мкгари Квемо-Картлі.

## Історія
Будівництво розпочато в 478 році, закінчено в 493 р. Це найстаріша і притому така, що добре збереглася базиліка. У храмі знайдені одні з найдавніших написів грузинською мовою.

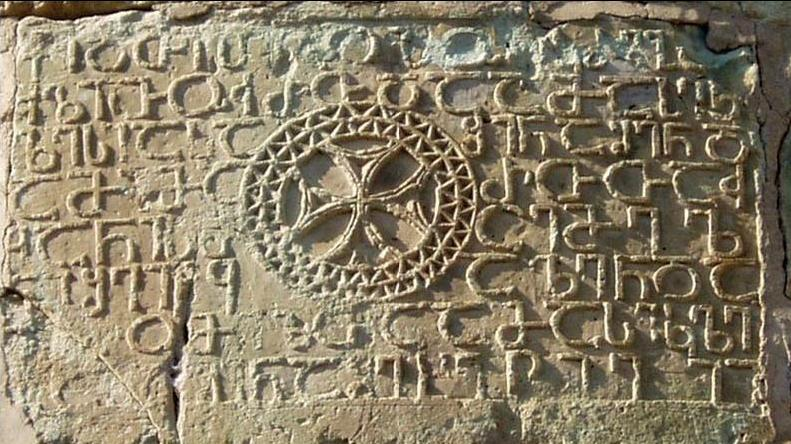
Болніський хрест

Храм зведений на триступінчастому цоколі. Три нефи мали зірчасте перекриття і були підведені під загальний двосхилий дах. Центральний неф мав коробчасті склепіння, а бічні - напівкоробчасті. З півночі та півдня було влаштовано галереї з більшою покрівлею. У східній стороні було влаштовано закритий баптистерій (крещальню). Східна вівтарна частина має напівциліндричний виступ.
Зовнішні декоративні прикраси майже відсутні, форми огрядні і присадкуваті. Складений з великих квадрів зеленуватого каменю. Західний і східний фасади монументально суворі і лаконічні. Північний і південний фасади пожвавлюються арками відкритих бічних галерей.
Інтер'єр храму формується рядами хрестоподібних в перерізі колон. Великі ясні і чіткі форми надають внутрішньому простору монументальний характер.
Різьблені кам'яні капітелі колон і пілястр прикрашені зображеннями тварин і дерев, а також містять лінійний орнаметр у вигляді подвійних арочек. Сюжети зображень, мабуть, пов'язані з символікою раннього християнства, але можливий зв'язок з давніми місцевими культами. У трактуванні форм простежується зв'язок з мистецтвом Ірану і Сирії, а також зв'язок з місцевими традиціями різьбами по дереву.

## Світлини

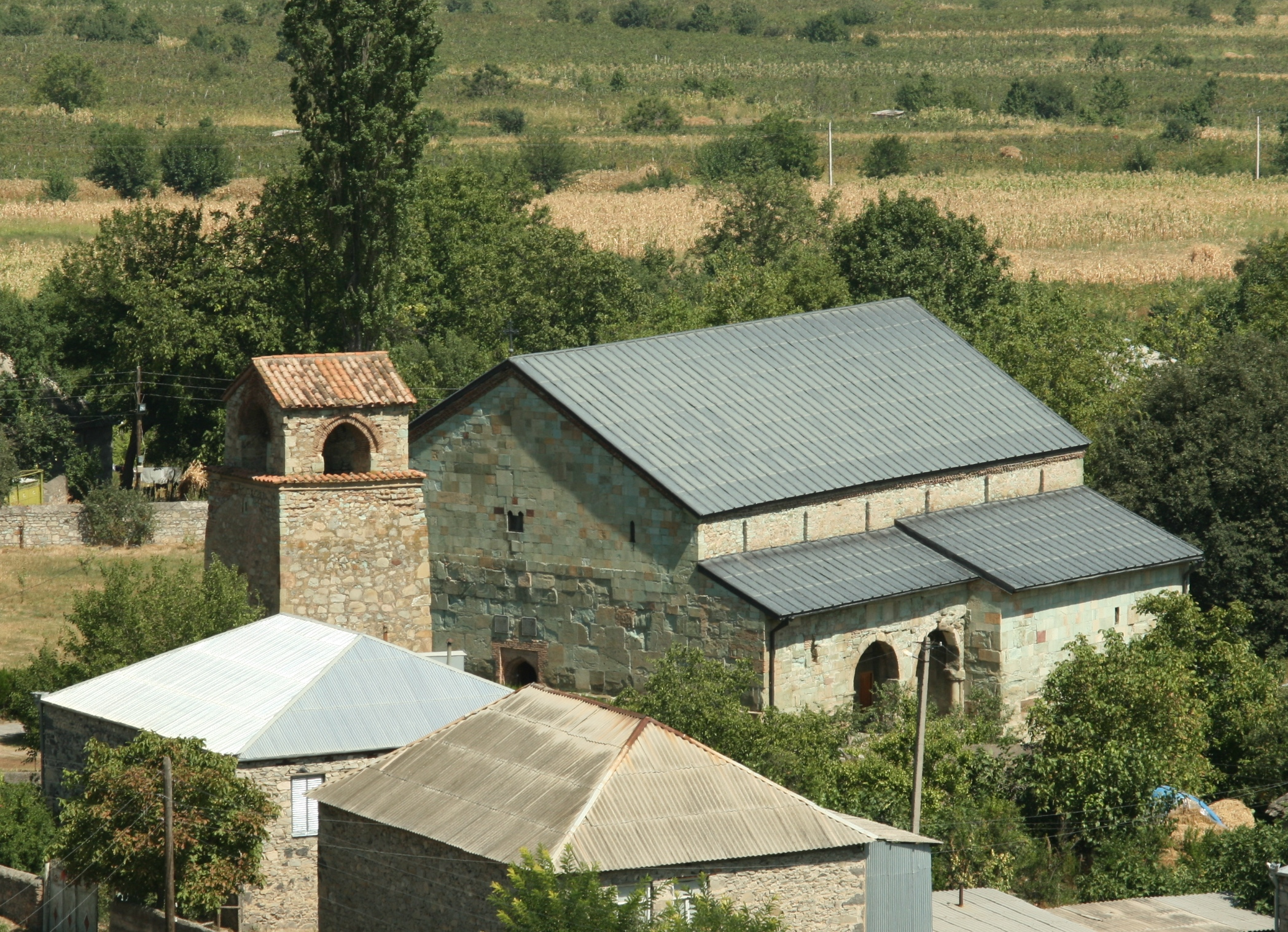
Болніський Сіон, вид із заходу
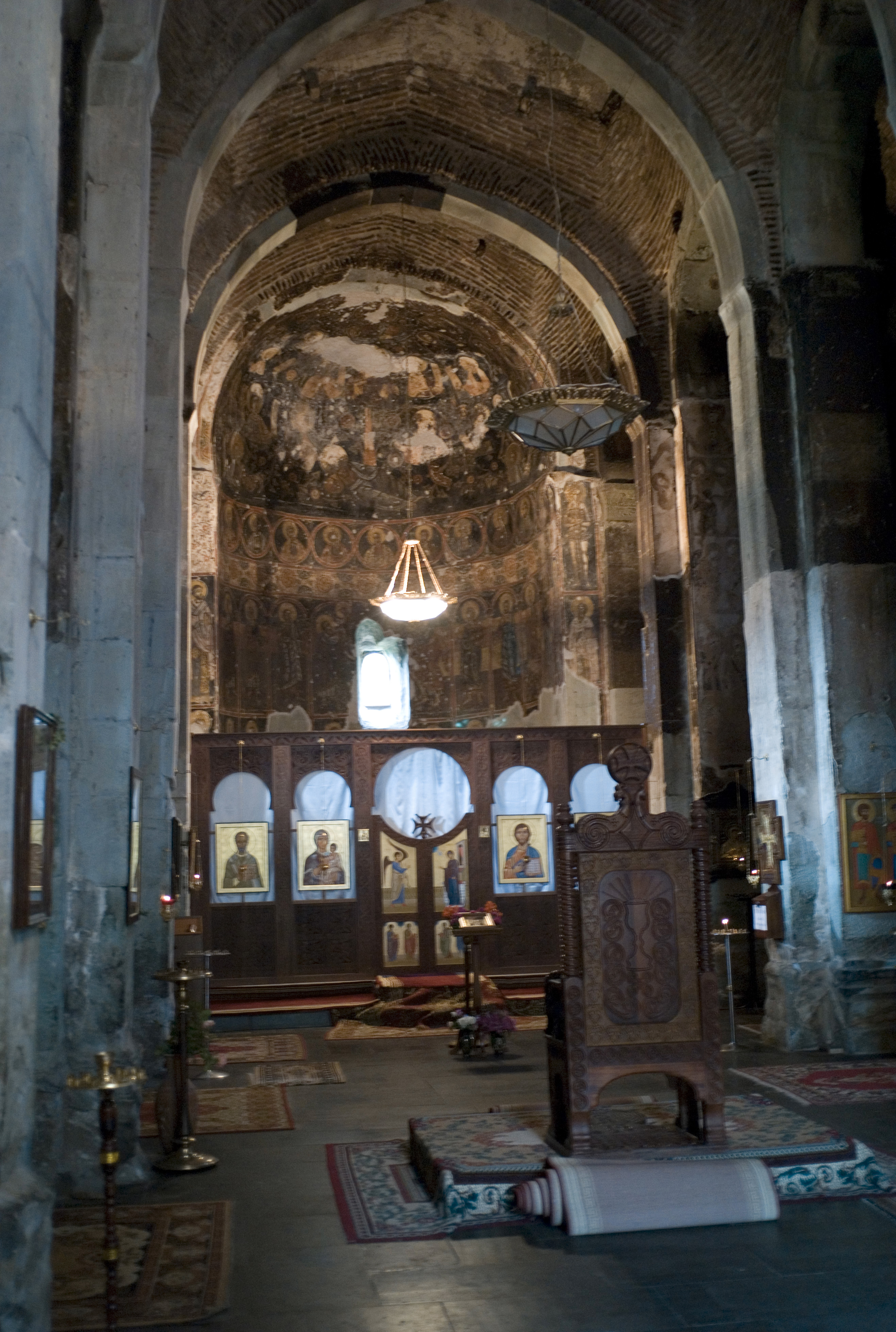
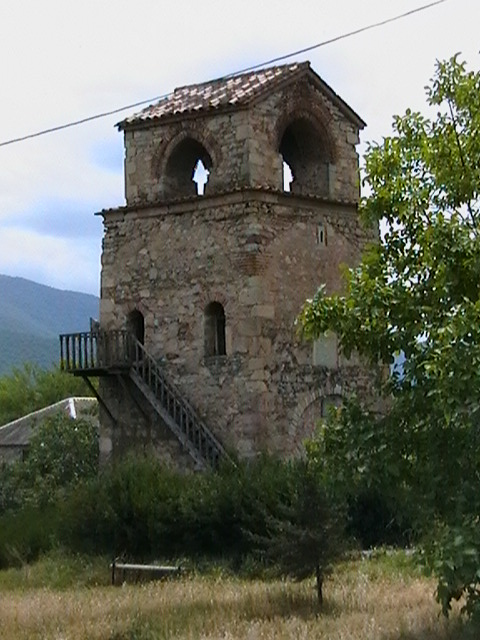
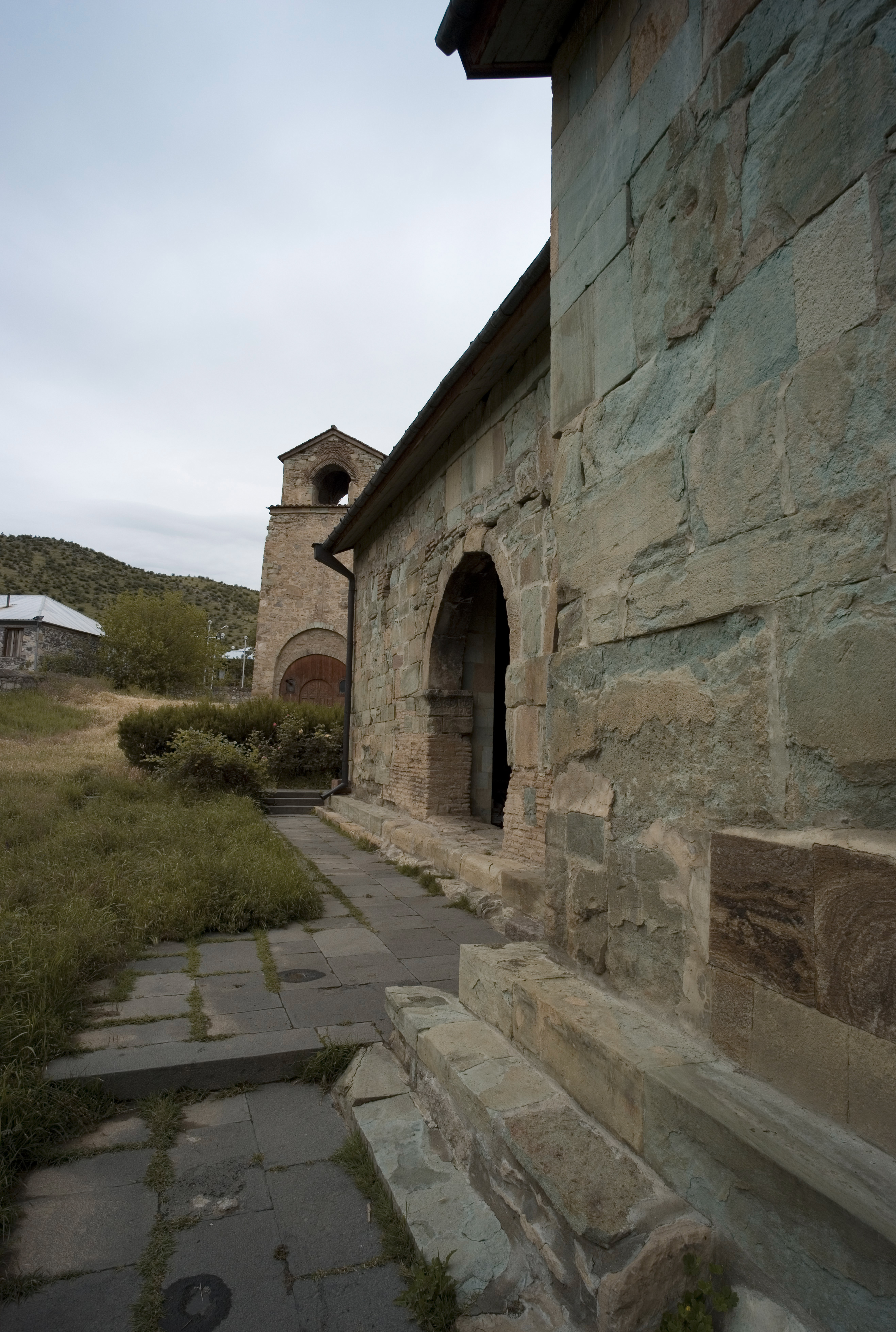
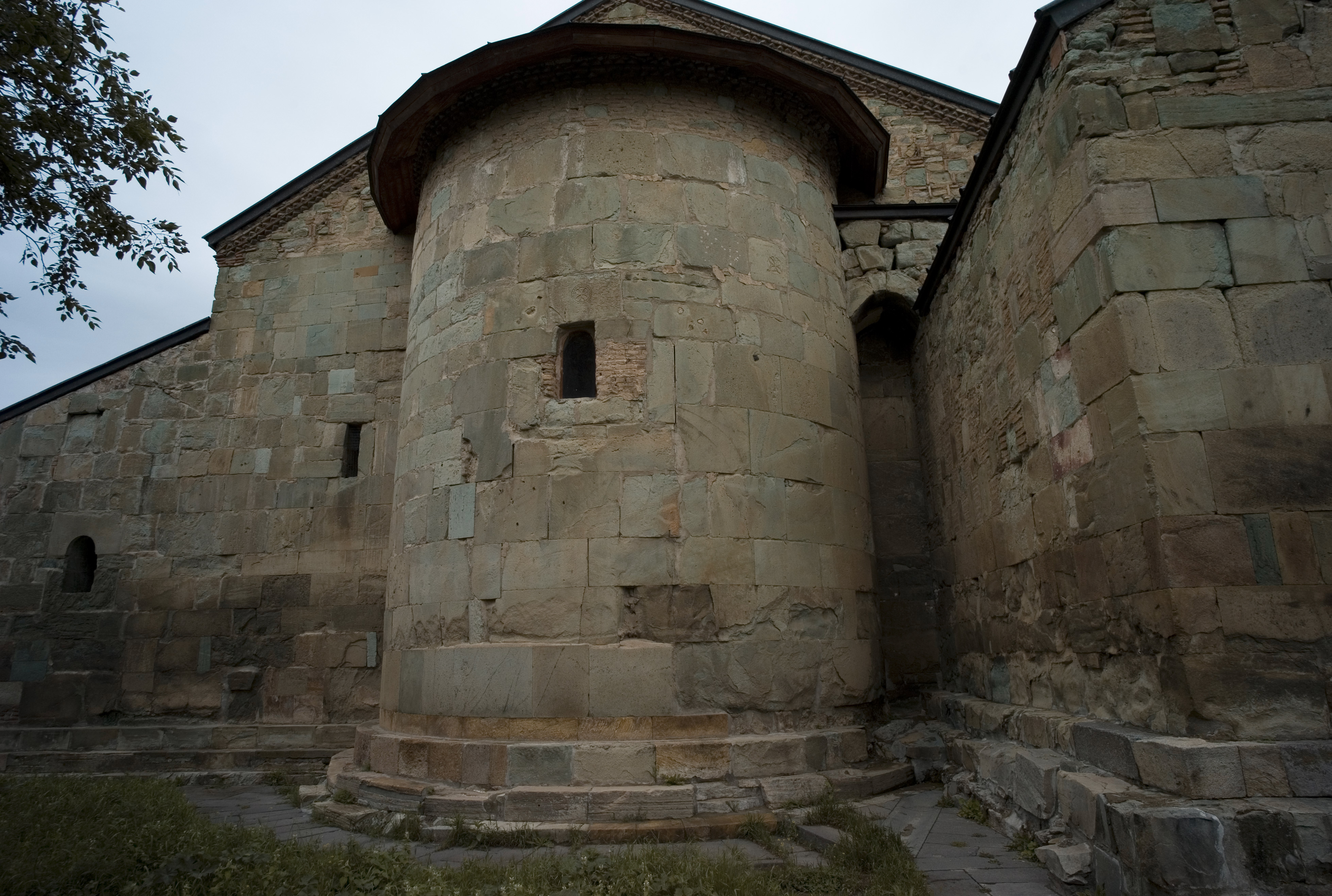